# Фомин, Сергей Владимирович (поэт)
Сергей Владимирович Фомин (бел. Сяргей Уладзіміравіч Фамін; 12 мая 1906, деревня Пепелевка, Мстиславский уезд, Могилёвская губерния — 4 декабря 1941 года, Ярега, Коми АССР) — белорусский советский поэт, переводчик и педагог.

## Биография
Родился в деревне Пепелевка Мстиславского уезда Могилёвской губернии (в настоящее время — Монастырщинский район Смоленской области) в семье учителя. Окончил семилетку в Мстиславле, затем в 1925 году Могилевский педагогический техникум. В течение двух лет работал учителем в селах в окрестностях Борисова, потом поступил на литературно-лингвистическое отделение педагогического факультета БГУ, которое окончил в 1930 году. В 1925 году вступил в литературное объединение «Маладняк». После раскола объединения с июля 1927 по январь 1928 года состоял в «Пролетарско-крестьянской белорусской литературной группе» («Проблеск»). Преподавал белорусский и русский язык и литературу в Белорусской сельскохозяйственной академии.
4 января 1935 года арестован. В мае 1935 года приговорен к расстрелу с заменой приговора на 10 лет лишения свободы. Направлен в Ухтпечлаг НКВД в Коми АССР. В заключении изучал итальянский язык, учил стихи Данте Алигьери в оригинале. Повторно арестован в лагере. 2 октября 1941 года приговорен к расстрелу, приговор приведён в исполнение 4 декабря 1941 года.
По первому делу реабилитирован в 1957 году, по второму — в 1958 году.

## Творчество
Литературную деятельность начал в школе, публиковался в местных газетах. Со стихами дебютировал в 1924 году в газете «Соха и молот». С 1925 года писал по-белорусски. Публиковался в журналах объединения «Маладняк»: «Полымя», «Маладняк Барысаўшчыны». В 1927 году отдельным изданием вышла поэма Фомина «Балота». Подготовил к печати в 1929 году книгу стихов «Дымнае жыта», но на тот момент она опубликована не было. С 1930 года творческая активность резко снизилась, Фомин почти перестал писать и печататься. Появились разгромные рецензии на его поэзию. Находясь в заключении, продолжил писать, некоторые стихи записывал в письмах к родным.
Переводил с украинского языка стихотворения Владимира Сосюры. Стихи Сергея Фомина переводились на украинский и русский языки.

## Произведения
- Балота: (паэма) / Сяргей Фамін. — Менск [Мінск] : выданне ЦБ «Маладняка», 1927. — 23 с.
- Дымнае жыта: вершы, паэмы, пераклады / Сяргей Фамін. — Мінск : Мастацкая літаратура, 1991. — 138с., [5] л. іл., партр.

## Стихи в сборниках и журналах
- Вершы // Наша слова.—1992.—№ 19.—С. 4
- « Прощай! Подходит час разлуки…»: На квадратах окон…": /Стихи/ // Нёман.—1991.—№ 8.—С. 117—118.
- Развітанне: Верш// Анталогія беларускай паэзіі.—У 3-х т. Т. 2.— Мн.: 1961.—С. 443.
- Черные пни; Покос; Старый друг: Стихи// Нёман.— 1989.— № 12.— С. 19 — 22.